# Celosia cristata

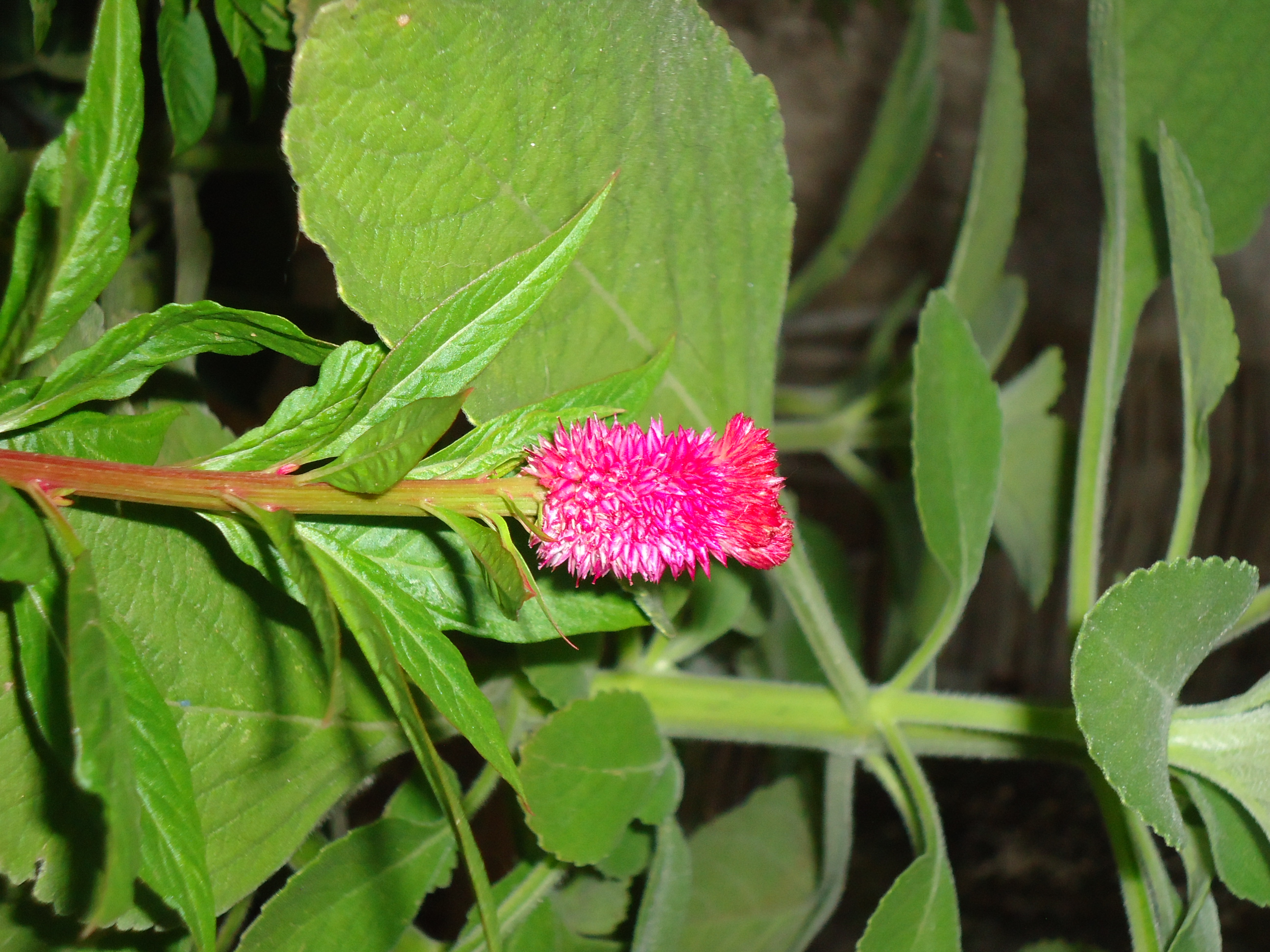
Celosia cristata

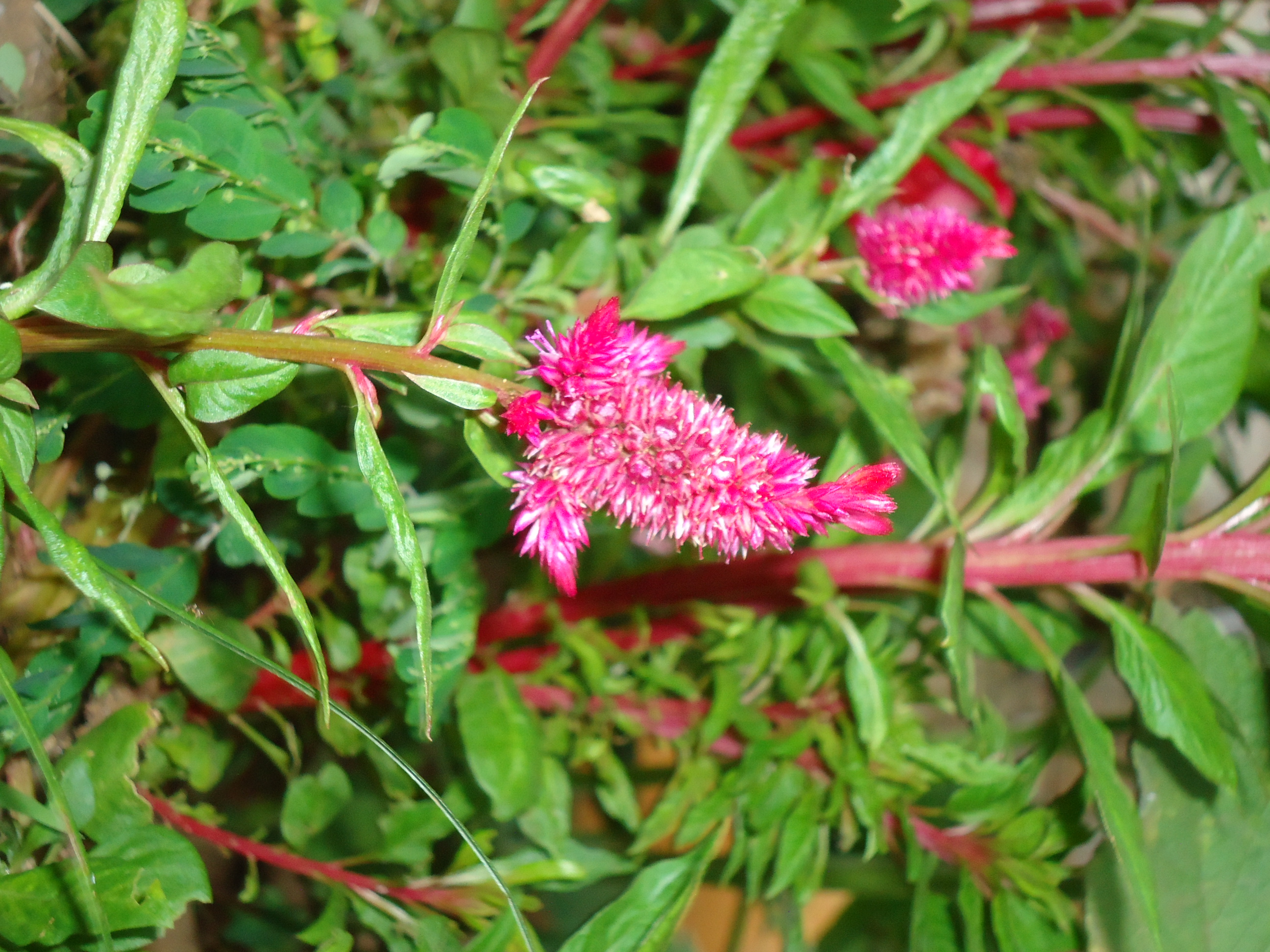
Celosia cristata

Celosia cristata L.,comummente conhecida como crista-de-galo (não confundir com a espécie Cantharellus cibarius, que consigo partilha este nome), pertencente à família Amaranthaceae, é considerada flor de corte utilizada em arranjos florais. 

## Nomes comuns
Dá ainda pelos seguintes nomes: celósia, galacrista (também grafado galocrista), veludilho (também grafada veludo) e martinete.

## Descrição
Trata-se de uma planta herbácea anual, originária da América Tropical, atingindo de 30–80 cm de altura, com caule ereto, suculento e não ramificado. 
Tem folhas elípticas lanceoladas, verdes ou vermelho-bronzeadas com inflorescências terminais, espessas e achatadas, aveludadas, em forma de crista de galo, nas cores vermelha, esbranquiçada, rósea ou creme amarelada.
É cultivada em conjuntos e renques em beira de muros e paredes, a pleno sol, em canteiros ricos em composto orgânico, de boa drenagem e irrigados a intervalos. 
Desenvolve-se a pleno sol e prefere o calor ao frio intenso. Multiplica-se facilmente por sementes produzidas em grande quantidade, que podem ser semeadas no decorrer do ano todo, principalmente no verão.
1. ↑  S.A, Priberam Informática. «crista-de-galo». Dicionário Priberam. Consultado em 21 de janeiro de 2022
2. ↑  Infopédia. «crista-de-galo | Definição ou significado de crista-de-galo no Dicionário Infopédia da Língua Portuguesa». Infopédia - Dicionários Porto Editora. Consultado em 21 de janeiro de 2022
3. ↑  S.A, Priberam Informática. «CELÓSIA». Dicionário Priberam. Consultado em 21 de janeiro de 2022
4. ↑  S.A, Priberam Informática. «GALACRISTA». Dicionário Priberam. Consultado em 21 de janeiro de 2022
5. ↑  S.A, Priberam Informática. «GALOCRISTA». Dicionário Priberam. Consultado em 21 de janeiro de 2022
6. ↑  S.A, Priberam Informática. «VELUDILHO». Dicionário Priberam. Consultado em 21 de janeiro de 2022
7. ↑  Infopédia. «veludo | Definição ou significado de veludo no Dicionário Infopédia da Língua Portuguesa». Infopédia - Dicionários Porto Editora. Consultado em 21 de janeiro de 2022
8. ↑  S.A, Priberam Informática. «MARTINETE». Dicionário Priberam. Consultado em 21 de janeiro de 2022